# Супрефектуры ЦАР

Субпрефектура в Центральноафриканской Республике является вторым звеном административно-территориального деления после префектуры. 14 префектур разделены на 71 субпрефектуру.

## Баминги-Бангоран
- Баминги
- Нделе

## Банги
- Банги

## Вакага
- Бирао
- Уанда-Джале

## Верхнее Котто
- Бриа
- Уадда
- Ялинга

## Верхнее Мбому
- Джемах
- Обо
- Земио

## Кемо
- Декоа
- Сибут

## Лобае
- Бода
- Мбаики
- Монгомба

## Мамбере-Кадеи
- Берберати
- Карнот
- Гамбула

## Мбому
- Бакума
- Бангассу
- Гамбо-Уанго
- Рафай

## Нана-Гребизи
- Кага-Бандоро
- Мбрес

## Нана-Мамбере
- Бабуа
- Баоро
- Буар

## Нижнее Котто
- Алиндао
- Кембе
- Мингала
- Мобае

## Омбелла-Мпоко
- Бимбо
- Боали
- Дамара
- Ялоке-Боссембеле

## Санга-Мбаэре
- Бамбио
- Нола

## Уака
- Бакала
- Бамбари
- Гримари
- Иппи
- Куанго

## Уам
- Батангафо
- Бассангоа
- Бука
- Кабо
- Маркунда

## Уам-Пенде
- Бокаранга
- Бозум
- Пауа